# キライになれない
「キライになれない」は、1995年5月にリリースされた中村あゆみの23枚目のシングルである。
規格品番はPODH-1250。

## 解説
- 表題曲はCLAMP原作のアニメ『魔法騎士レイアース』の中期オープニングテーマ。
- 1987年以来、約8年ぶりの高橋研プロデュース楽曲である。
- 同年7月に発売されたアルバム『Cry Baby』にも収録されているが、アレンジが大幅に異なっている。
- オリコンではトップ20入りを記録し、10万枚を超えるヒットとなった。1995年5月22日付の初動枚数は約5万枚。これは中村のシングル史上最も多い数字である。

## 収録曲
1. キライになれない
  - 作詞／作曲／編曲:高橋研
2. 雨の日の花のように
  - 作詞:高橋研／作曲:中村あゆみ／編曲:高橋研
3. キライになれない(カラオケ)

## 収録作品
- キライになれない
  - Cry Baby <Album Version>
- 雨の日の花のように
  - Cry Baby